# 獣人 (1938年の映画)

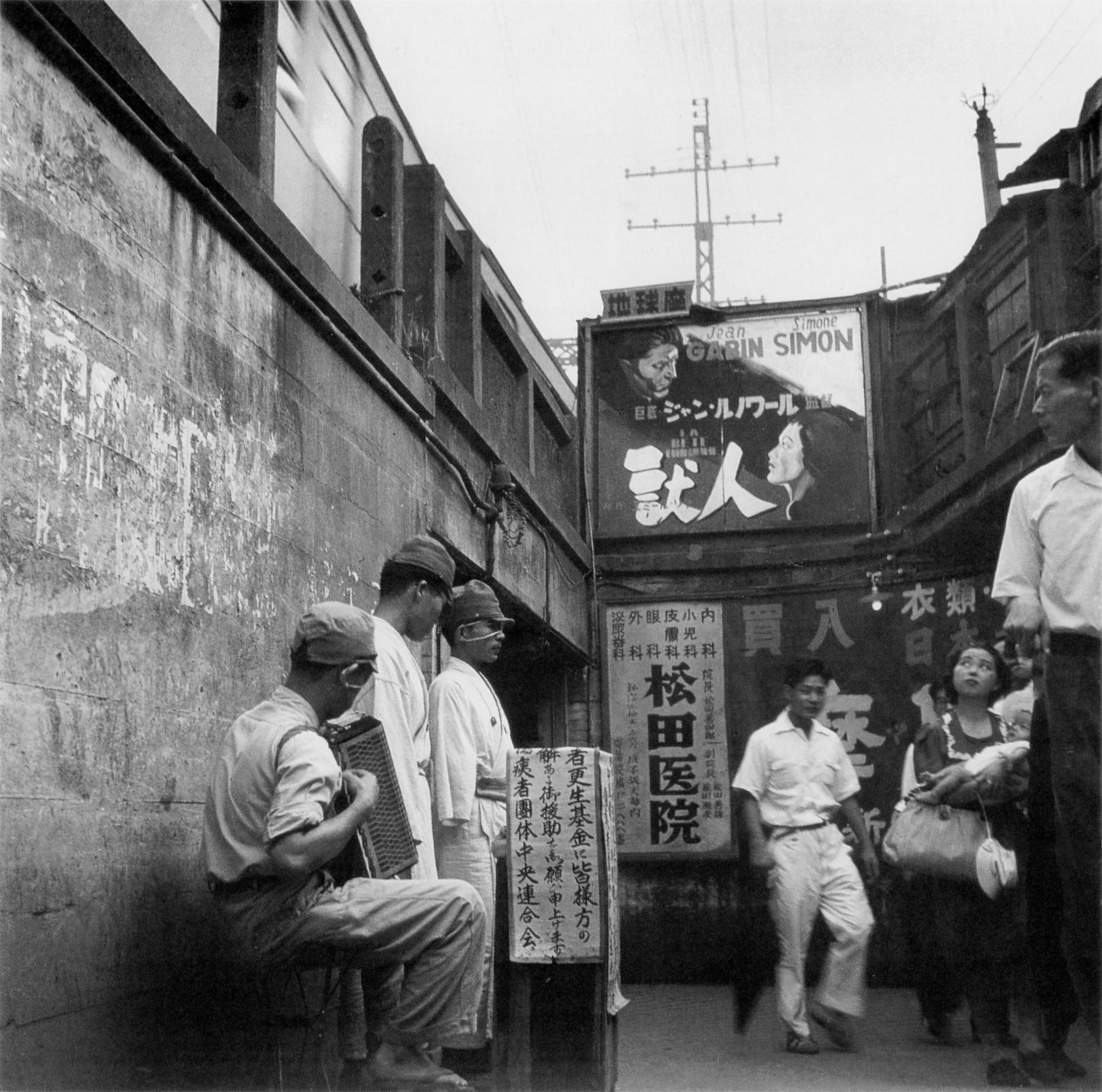
1950年に新宿で撮影された傷痍軍人ら。奥に『獣人』の看板がある

『獣人』（じゅうじん、原題: La Bête humaine）は、1938年に製作・公開されたフランス映画。
ジャン・ルノワールが監督し、ジャン・ギャバンとシモーヌ・シモンが主演した。

## ストーリー
ある日、助役のルボーとその妻セヴリーヌは知り合いの金持ちを殺したところを鉄道機関士のジャックに見られてしまう。死体は見つかったものの、ジャックは夫婦の存在を明かさなかった。やがて、セヴリーヌはジャックに近づいたことがきっかけで、彼と親しくなってしまう。

## キャスト
- ジャック・ランティエ - 鉄道機関士：ジャン・ギャバン
- セヴリーヌ - ルボーの妻：シモーヌ・シモン
- ルボー - 助役：フェルナン・ルドゥ
- ペキュー - ジャックの相棒の機関士：ジュリアン・カレット
- カビュシュ - 殺人犯にされた容疑者：ジャン・ルノワール
- フロール - 恋人：ブランシェット・ブリュノワ
- アンリ・ドヴェルニュ - セヴリーヌの新しい恋人：ジェラルド・ランドリー
- フィロメーヌ・ソヴァニャ - ペキューの愛人：ジェニー・ヘリア
- ヴィクトワ・ペキュー：コレット・レジス
- 旅行者：クレア・ジェラール
- フェイシーおばさん - ジャックの代母：シャーロット・クラシス
- グランモラン - セヴリーヌの代父：ジャック・ベルリオーズ
- 課長ダバディ：トニー・コルテジャーニ
- デニゼ捜査判事：アンドレ・タヴェルニエ
- 点灯夫：マルセル・ペレス

## スタッフ
- 監督：ジャン・ルノワール
- 原作：エミール・ゾラ 『獣人』
- 製作：レイモン・アキム、ロベール・アキム
- 音楽：ジョゼフ・コズマ
- 撮影：クルト・クーラント
- 美術：ユージン・ルーリー
- 編集：スザンヌ・ド・トロイ マルグリット・ルノワール
- 装置：ユージン・ルーリー
- 衣裳：ロール・ルーリー

## 製作
この映画はこれまでのルノワール作品と違って、監督自身が自らつくりたいと思ったものではなく、ジャン・ギャバンに鉄道の機関士を演じさせていたいと思ったプロデューサーのレイモン・アキムによってルノワール監督に持ち込まれたものである。しかしジャン・ギャバン自身も機関士の役をやってみたいと思ったのと、「どん底」「大いなる幻影」に続いてルノワール作品への三度目の出演ということもあって、見事に機関士になりきって彼の代表作の一つになった。

## 参考資料
- ジャン・ルノアール『自伝』西本栄二訳、みすず書房、1977年
- “獣人(1938)”. KINENOTE.  キネマ旬報社. 2023年7月6日閲覧。